# Borstsäv
Borstsäv (Isolepis setacea) är en halvgräsart som först beskrevs av Carl von Linné, och fick sitt nu gällande namn av Robert Brown. Borstsäv ingår i släktet borstsävssläktet, och familjen halvgräs. Inga underarter finns listade i Catalogue of Life.

## Bildgalleri

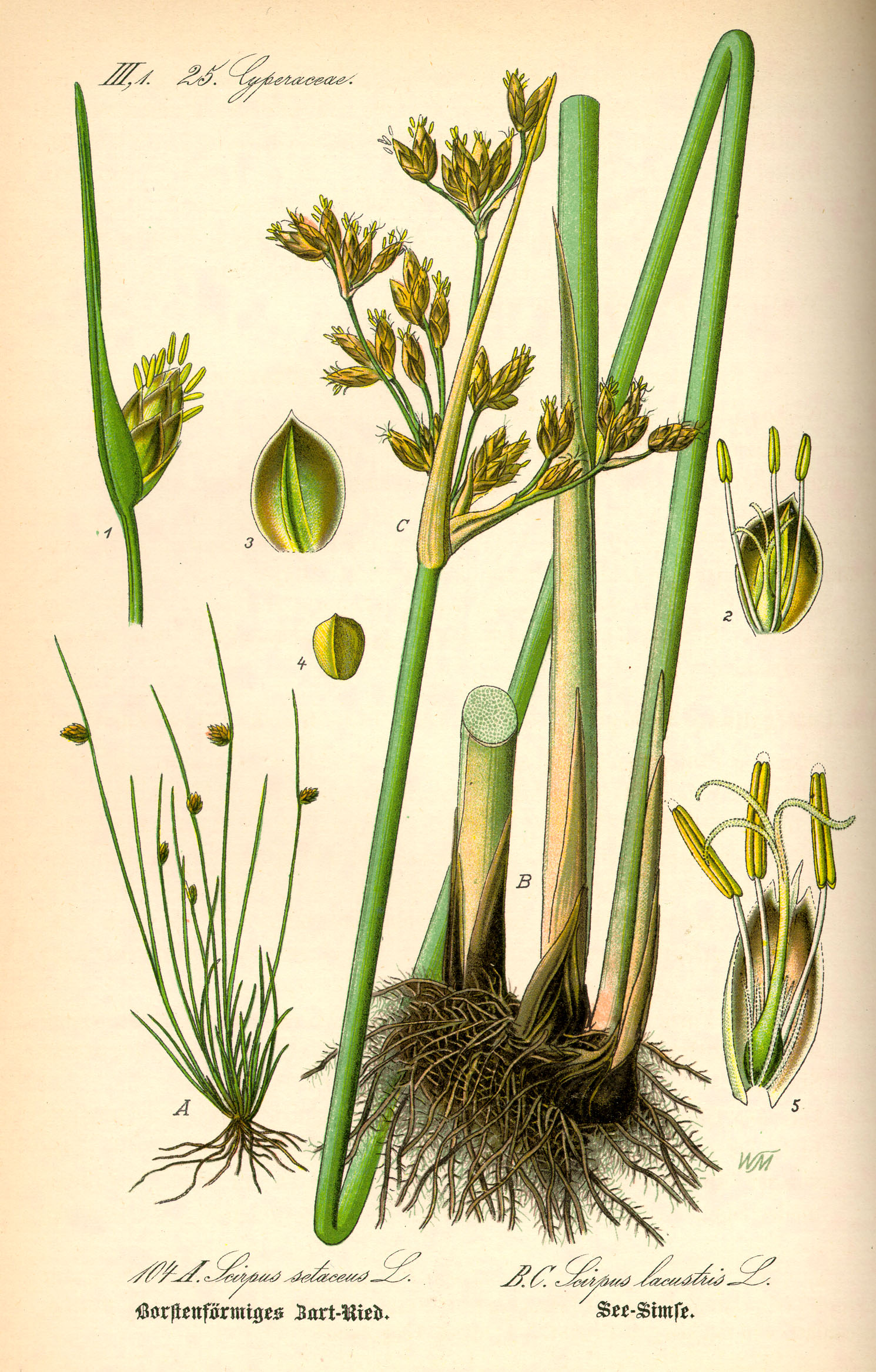
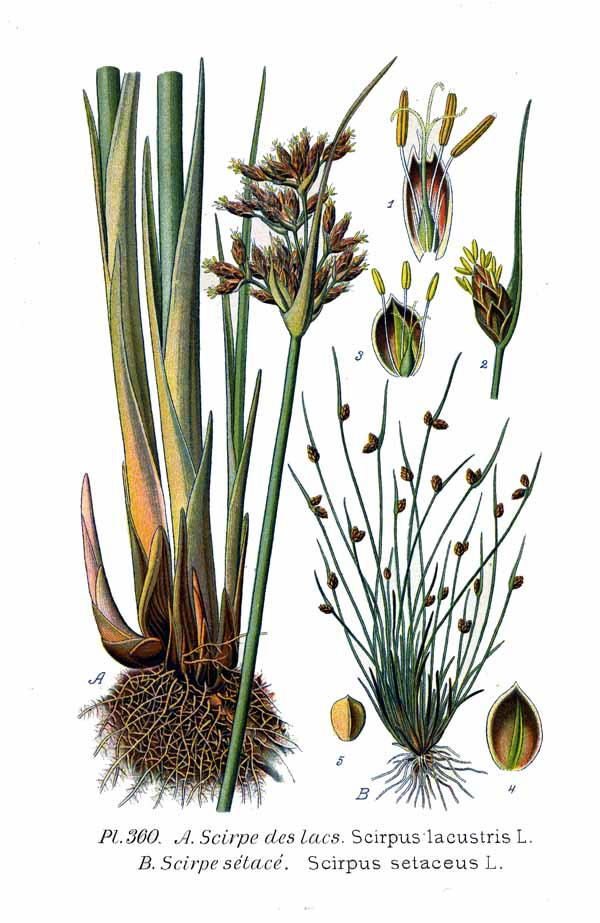
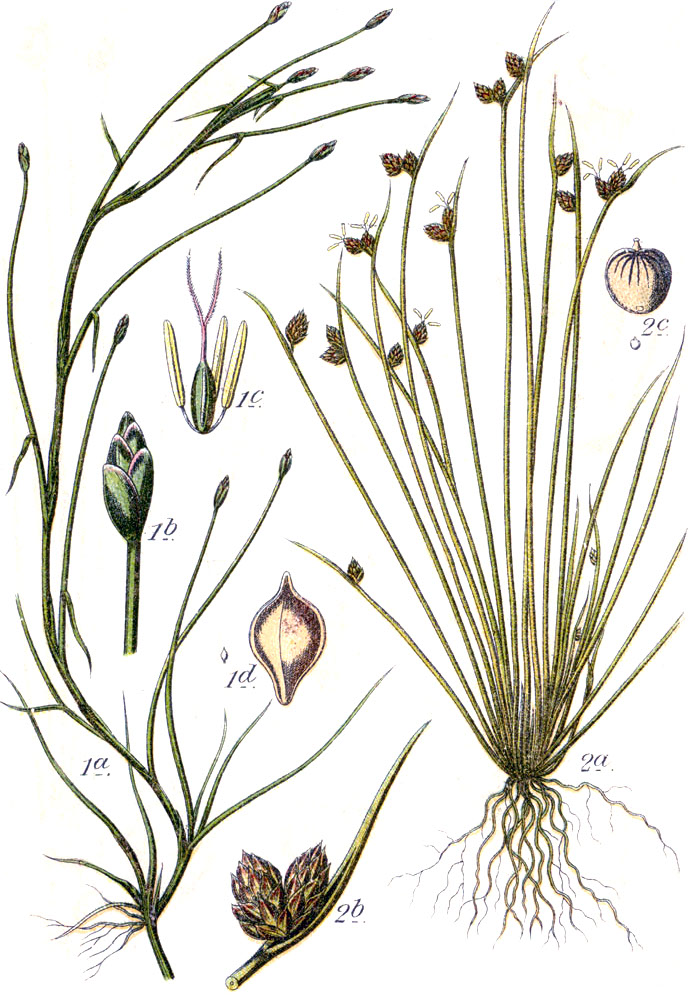
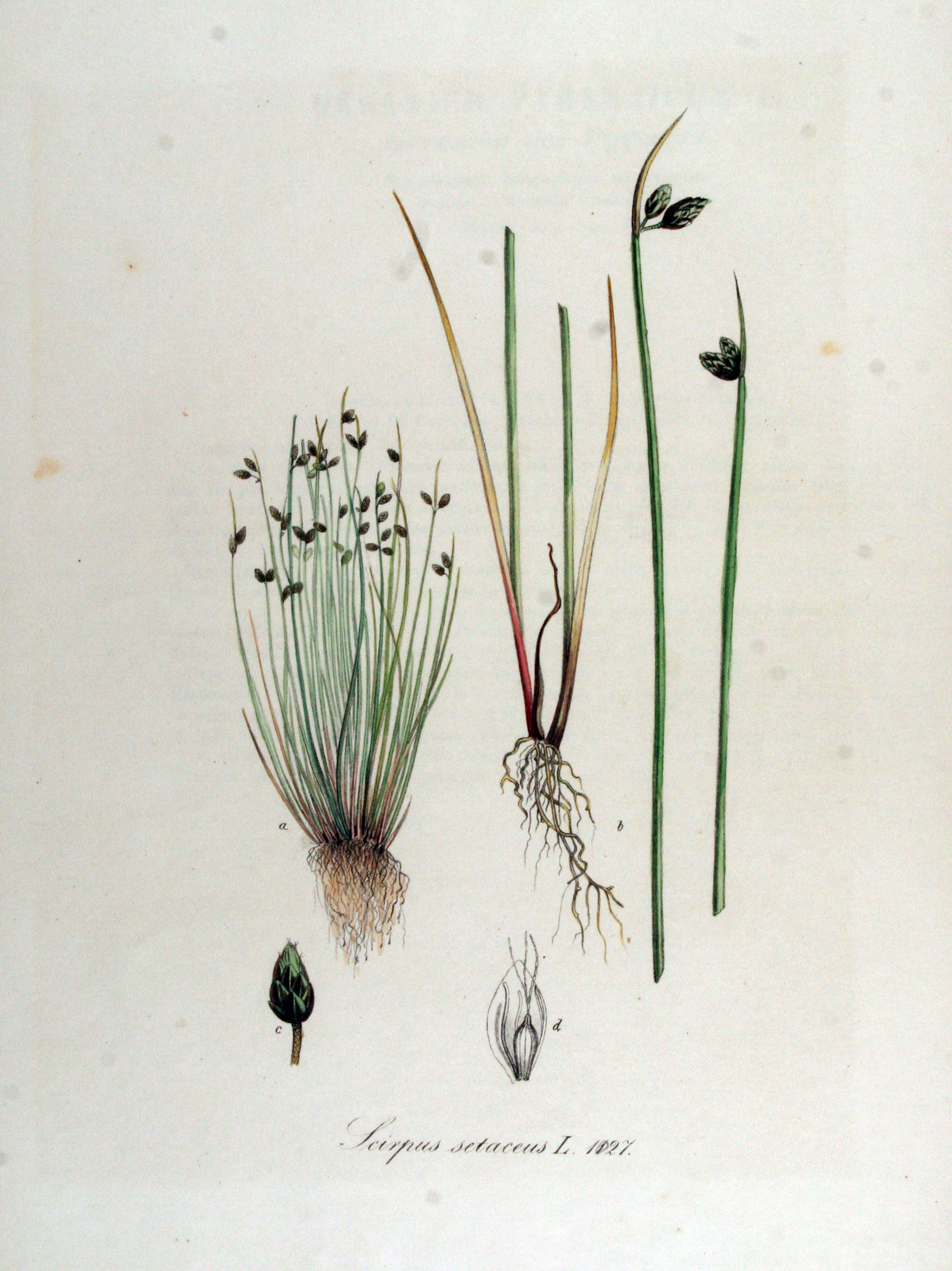